# Syntéza acetacetátových esterů
Syntéza acetacetátových esterů je chemická reakce ethylacetacetátu spočívající v jeho alkylaci na uhlíkových atomech v poloze α vůči karbonylovým skupinám; takto vytvořený produkt lze následně přeměnit na keton, konkrétně α-substituovaný aceton. Postup je podobný jako u syntézy malonátových esterů.

## Mechanismus
Silná zásada deprotonuje α-uhlík; tento uhlík se deprotonuje snadněji než methylový, protože vzniklý enolát je konjugovaný a tak i rezonančně stabilizovaný. Deprotonovaný uhlík následně projde nukleofilní substitucí. Pokud je reakční směs zahřívána s vodným roztokem kyseliny, vzniklý alkylovaný ester se hydrolyzuje na β-ketokyselinu, která může být dekarboxylována na methylketon. Alkylovaný ester může vstoupit do druhé substituce a vytvořit tak dialkylovaný produkt.

## Dvojitá deprotonace ethylacetacetátu
Běžná syntéza acetacetátových esterů využívá 1:1 konjugovanou zásadu, ethylacetacetát ale může odštěpit dva protony:
CH3C(O)CH2CO2Et + NaH → CH3C(O)CH(Na)CO2Et + H2
CH3C(O)CH(Na)CO2Et + BuLi → LiCH2C(O)CH(Na)CO2Et + BuH
Dianion (LiCH2C(O)CH(Na)CO2Et) navazuje elektrofil na koncový uhlík:
LiCH2C(O)CH(Na)CO2Et + RX → RCH2C(O)CH(Na)CO2Et + LiX